# Alvin Tyler

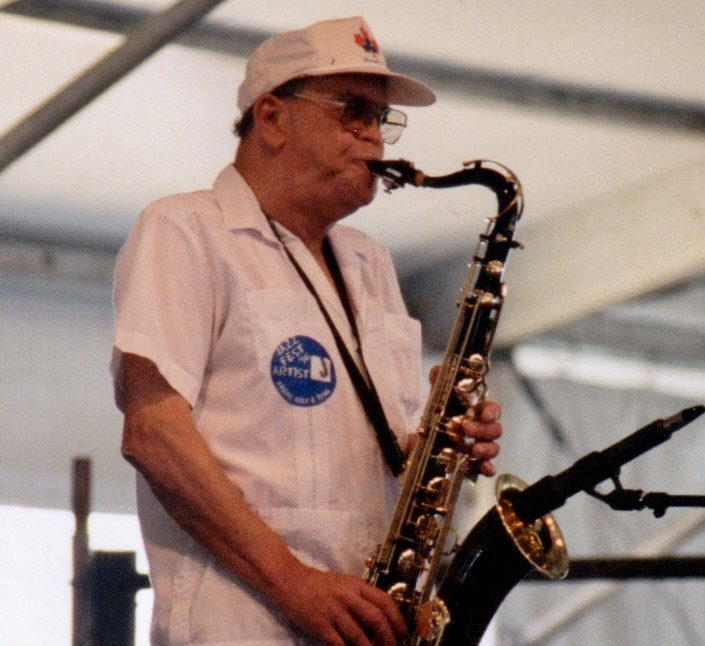
Alvin Tyler, 1996

Alvin „Red“ Tyler (* 5. Dezember 1925 in New Orleans, Louisiana; † 4. April 1998 ebenda) war ein amerikanischer Rhythm-and-Blues-, Rock-’n’-Roll- und Jazz-Saxophonist.

## Karriere
Als erste musikalische Erinnerungen nannte Alvin Tyler die berühmten Beerdigungs-Prozessionen, die typisch für seine Heimatstadt New Orleans waren. Baritonsaxophon zu spielen, begann er während seines Militärdienstes in der US Navy. Eine Klausel seiner Entlassungsurkunde im Jahr 1947 garantierte ihm die anschließende Ausbildung in einer Musikschule. Dort erhielt er bei Clyde Kerr Sr. Unterricht.
Sein erstes Engagement führte ihn 1946 sogleich in die renommierte Band des Trompeters Dave Bartholomew, die von vielen Musikern und Produzenten für Aufnahme-Sessions und Konzerte gebucht wurde. Tyler bezeichnete Barthomlomews Bandleading als streng, äußerst professionell und dadurch für die Musiker sehr lehrreich. Der Saxophonist nutzte aber auch viele Gelegenheiten, in den Jazz-Clubs der Stadt mit Größen wie dem Klarinettisten Alvin Batiste oder dem Pianisten Ellis Marsalis zu spielen.
Die erste Aufnahme mit Daves Band war Fats Dominos Fat Man, deren Erfolg ihn in die erste Reihe der Musiker führte, die als die „Studio Band“ bekannt wurden. Neben Earl Palmer am Schlagzeug, Frank Fields am Bass, Edgar Blanchard und Roy Montrell an den Gitarren sowie mit dem Tenorsaxophonisten Lee Allen als kongenialen Partner bildete Tyler das musikalische Rückgrat der Aufnahmen in Cosimo Matassas J&M-Studio. Neben Domino nahmen hier Little Richard, Lloyd Price, Jimmy Clanton, Lee Dorsey, Aaron Neville und viele andere Interpreten des Rhythm and Blues und des Rock ’n’ Roll erfolgreiche Hits auf. Dabei arbeitete er mit den bekannten Musikern und Produzenten des New Orleanser Rhythm-and-Blues-Stils, darunter Dr. John und Allen Toussaint.
1959 gab er mit Rockin’ and Rollin’ eine Kollektion von eigenen Stücken in Albenform auf dem Label Ace Records von Johnny Vincent heraus, dem 1962 mit Twistin’ with Mr Sax eine weitere Sammlung folgte. 1961 war Tyler zusammen mit Harold Battiste an der Gründung des Labels A.F.O. Records beteiligt, er zog sich aber 1967, zum Ende des Rhythm-and-Blues-Booms aus dem professionellen Musikgeschäft zurück und wurde Spirituosenhändler. Die Entscheidung ermöglichte ihm, sich seiner eigentlichen Leidenschaft, dem Modern Jazz verstärkt zuzuwenden. Schon immer war Alvin ein Bewunderer der Bebop-Stars Charlie Parker und Dizzy Gillespie, denen er mit seiner eigenen Band in den Jazz-Clubs seiner Stadt nacheiferte. Nur gelegentlich beteiligte er sich an Aufnahmen, darunter für Clarence Gatemouth Brown und Johnny Adams. Neben seinem Standard-Instrument, dem Bariton-Saxophon, griff Tyler nun auch öfter zum Tenorsaxophon.
Mitte der 1980er wurden seine Auftritte wieder häufiger, erneut auch an der Seite von Johnny Adams und Ellis Marsalis.
1986 ging Alvin Tyler schließlich nochmals in eigener Sache ins Studio und nahm für das Label Rounder Records die beiden Jazz-Alben Heritage und Graciously auf. Tyler wurde dabei von David Torkanowski, James Singleton, Steve Masakowski, Johnny Vidacovich vom Astral Project unterstützt sowie von Clyde Kerr Jr., bei dessen Vater er seine Instrumentalausbildung genossen hatte. Johnny Adams und Germaine Bazzle übernahmen den Gesangspart.
Tyler starb am 4. April 1998 in seiner Heimatstadt New Orleans. Kurz vor seinem Tod war das Album Simply Red mit Ace-Aufnahmen erschienen, darunter einigen alternativen Versionen und früheren Single-Veröffentlichungen.

## Diskografie

### Singles
- 1959 – Sneaky Eyes / Walk On, Ace 556
- 1959 – Happy Sax / Junk Village, Ace 576

### Alben
- 1961 – Rockin’ and Rollin’, Ace LP-1006
- 1962 – Twistin’ With Mr Sax Ace LP-1021
- 1986 – Heritage, Rounder 2047
- 1987 – Graciously, Rounder 2061
- 1988 – Simply Red, Westside 529